# جون پارکین
جون پارکین (انگلیسی: Jon Parkin؛ زادهٔ ۳۰ دسامبر ۱۹۸۱) بازیکن فوتبال اهل بریتانیا است.
از باشگاه‌هایی که او در آن بازی کرده، می‌توان به باشگاه فوتبال بارنزلی، باشگاه فوتبال فارست گرین راورز، باشگاه فوتبال پرستون نورث اند، باشگاه فوتبال هال سیتی، باشگاه فوتبال هادرزفیلد تاون، باشگاه فوتبال کاردیف سیتی، باشگاه فوتبال نیوپورت کانتی، باشگاه فوتبال اسکانتورپ یونایتد، باشگاه فوتبال دونکستر راورز، باشگاه فوتبال استوک سیتی، باشگاه فوتبال مکلسفیلد تاون، باشگاه فوتبال یورک سیتی، باشگاه فوتبال فلیتوود و باشگاه فوتبال هارتل پول یونایتد اشاره کرد.